# Ołeksandr Iwczenko
Ołeksandr Heorhijowycz Iwczenko (ukr. Олександр Георгійович Івченко, ros. Александр Георгиевич И́вченко / Aeksandr Gieorgijewicz Iwczenko, ur. 10 listopada?/23 listopada 1903 w Tokmaku, zm. 1 lipca 1968 w Zaporożu) – ukraiński konstruktor Specjalnego Biura Konstruktorskiego OKB-478, Bohater Pracy Socjalistycznej (1963).

## Życiorys
Urodził się w ukraińskiej rodzinie robotniczej. W 1935 ukończył Charkowski Instytut Mechaniczno-Inżynieryjny i został konstruktorem silników lotniczych w fabryce im. Baranowa w Zaporożu, w której później został szefem brygady konstruktorskiej, a w 1938 głównym konstruktorem silnika M-89, który montowano następnie w silnikach Su-2 i Pe-2A. Po ataku Niemiec na ZSRR fabrykę ewakuowano do Omska, gdzie Iwczenko został szefem biura seryjno-konstruktorskiego, później zastępcą głównego konstruktora (brał wówczas udział w konstruowaniu silnika ASz-82FN montowany w samolotach Ła-2 i Tu-2), a 5 maja 1945 szefem nowo utworzonego biuro doświadczalno-konstruktorskie nr 478 w Zaporożu. Stworzył pierwszy w ZSRR silnik turboodrzutowy dla samolotu Jak-40. W listopadzie 1962 otrzymał tytuł doktora nauk technicznych, a w czerwcu 1964 został członkiem rzeczywistym Akademii Nauk Ukraińskiej SRR. Opracowane przez niego i pod jego kierownictwem silniki były montowane w wielu modelach samolotów i helikopterów; silniki AI-20 i AI-24 są nadal stosowane. Jego imieniem nazwano technikum lotnicze w Zaporożu. W 1994 jego imieniem nazwano biuro konstruktorskie "Progress", przy którym w 2003 postawiono pomnik konstruktora.

## Odznaczenia i nagrody
- Złoty Medal „Sierp i Młot” Bohatera Pracy Socjalistycznej (22 listopada 1963)
- Order Lenina (dwukrotnie - 22 listopada 1963 i 22 lipca 1966)
- Order Czerwonego Sztandaru Pracy (trzykrotnie - 16 września 1945, 23 stycznia 1948 i 12 lipca 1957)
- Order Czerwonej Gwiazdy (29 kwietnia 1944)
- Nagroda Leninowska (1960)
- Nagroda Stalinowska (1948)